# Tropic
Tropic – miejscowość w hrabstwie Garfield, w stanie Utah, w Stanach Zjednoczonych. Według spisu ludności w 2000 roku liczyło 508 mieszkańców.
Miasto położone jest w pobliżu Parku Narodowego Bryce Canyon. Przebiega przez nie droga widokowa  Scenic Byway 12.